# Liste der Comarcas in Asturien
Dies sind die Comarcas in Asturien, Spanien.

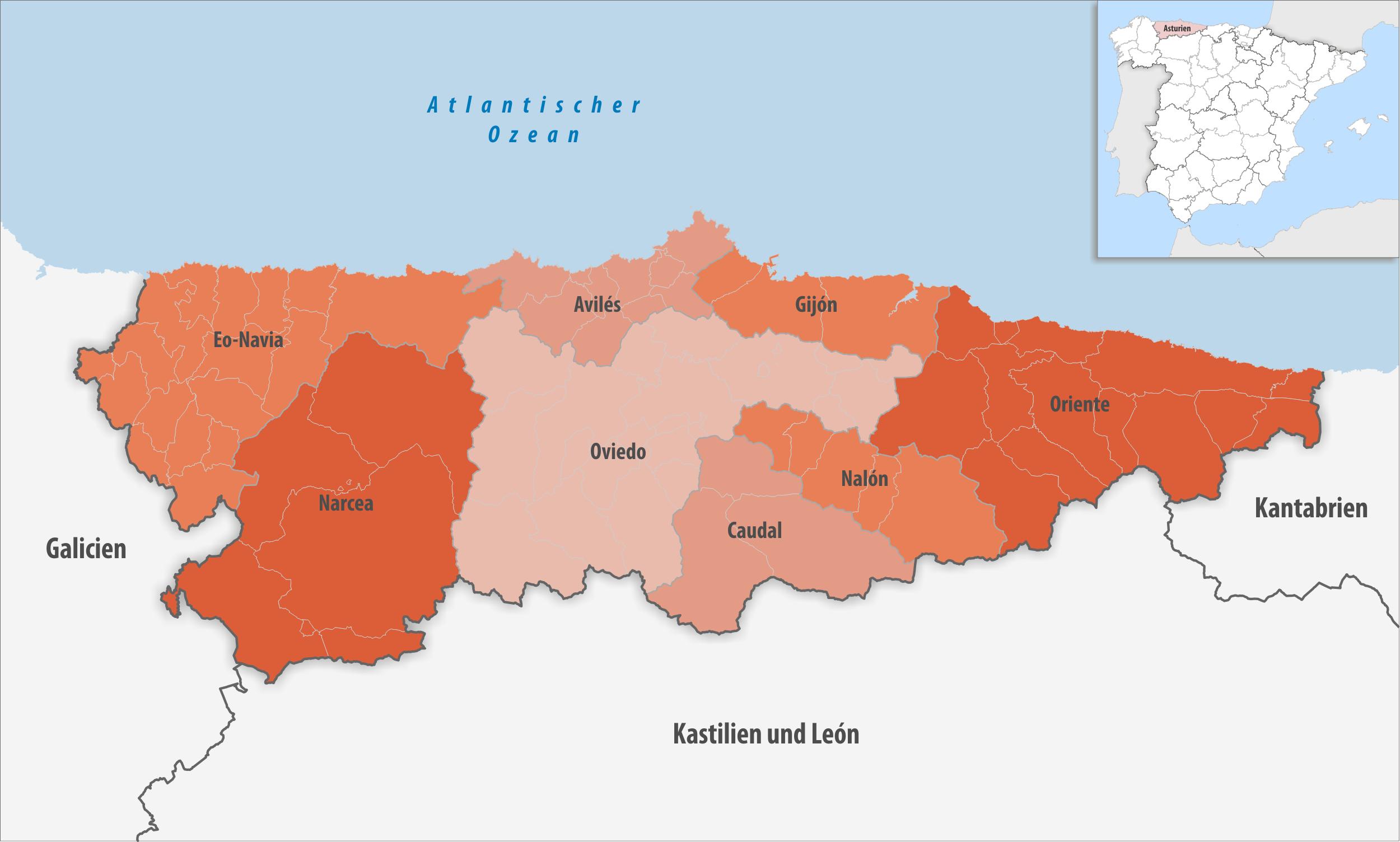
Comarcas in der autonomen Gemeinschaft Asturien

| Comarca          | Gemeinden | Einwohner (2024) | Fläche km² | Dichte Einw./km² | Hauptort          |
| ---------------- | --------- | ---------------- | ---------- | ---------------- | ----------------- |
| Avilés           | 10        | 144.885          | 554,57     | 261              | Avilés            |
| Caudal           | 3         | 56.403           | 840,36     | 67               | Mieres            |
| Eo-Navia         | 17        | 42.449           | 1.644,91   | 26               | Navia             |
| Gijón            | 3         | 294.159          | 526,77     | 558              | Gijón             |
| Nalón            | 5         | 68.243           | 645,69     | 106              | Langreo           |
| Narcea           | 5         | 23.598           | 2.124,35   | 11               | Cangas del Narcea |
| Oriente          | 14        | 48.180           | 1.929,26   | 25               | Llanes            |
| Oviedo           | 21        | 330.111          | 2.339,57   | 141              | Oviedo            |
| Provinz Asturien | 78        | 1.008.028        | 10.605,68  | 95               | Oviedo            |